# Jorwerd
Jorwerd (officieel, Fries: Jorwert) is een dorp in de gemeente Leeuwarden, in de Nederlandse provincie Friesland. Jorwerd ligt ten zuidwesten van de stad Leeuwarden precies tussen de dorpen Hijlaard en Mantgum, aan de Jorwerdervaart.
In 2023 telde het dorp 320 inwoners. In het postcodegebied van Jorwerd liggen buurtschappen De Hem, Fons en Hezens.

## Geschiedenis
Het dorp is ontstaan op een terp, die werd opgeworpen toen het veengebied verwaterde. De plaats zou een tijdje verlaten zijn geweest door het opdrogen en de inpoldering van de Middelzee.
In 1221 werd de plaats vermeld als Everwerth, in 1329 als Ewerwert, in 1403 als Joerwert, in 1417 als jorwerth, in 1482 als Jourwaert en in 1505 als Jorwerdt. De plaatsnaam verwijst waarschijnlijk naar een hoogte (werth), bewoond door de persoon Ever.
Volgens de dorpswebsite zou de oudste naam Everwirdt zijn en zou die niet verwijzen naar een persoon, maar naar het everzwijn (Ever(t)), een totemdier van Freyr, een van de goden die de Friezen in het verleden vereerden.
Tot de gemeentelijke herindeling in 1984 maakte Jorwerd deel uit van de voormalige gemeente Baarderadeel en daarna tot 1 januari 2018 behoorde het dorp tot de gemeente Littenseradeel. Sinds 1991 is de officiële naam het Friestalige Jorwert.

## Kerk
De kerk van Jorwerd is een oude kerk die ten dele uit tufsteen is opgetrokken. Het schip is vroeg-12e-eeuws. Tijdens de restauratiewerkzaamheden in 1951 stortte de toren in elkaar. Dankzij een actie, waaraan de traditionele openluchtspelen in de notaristuin zijn te danken, kon de toren worden herbouwd
Sinds enkele jaren kerkt de oudkatholieke kerk weer met een tweewekelijkse dienst in de historische kerk, waarbij de kerkgangers uit de wijde omgeving komen. Het is de enige kerk van de oudkatholieke kerk in heel Friesland.

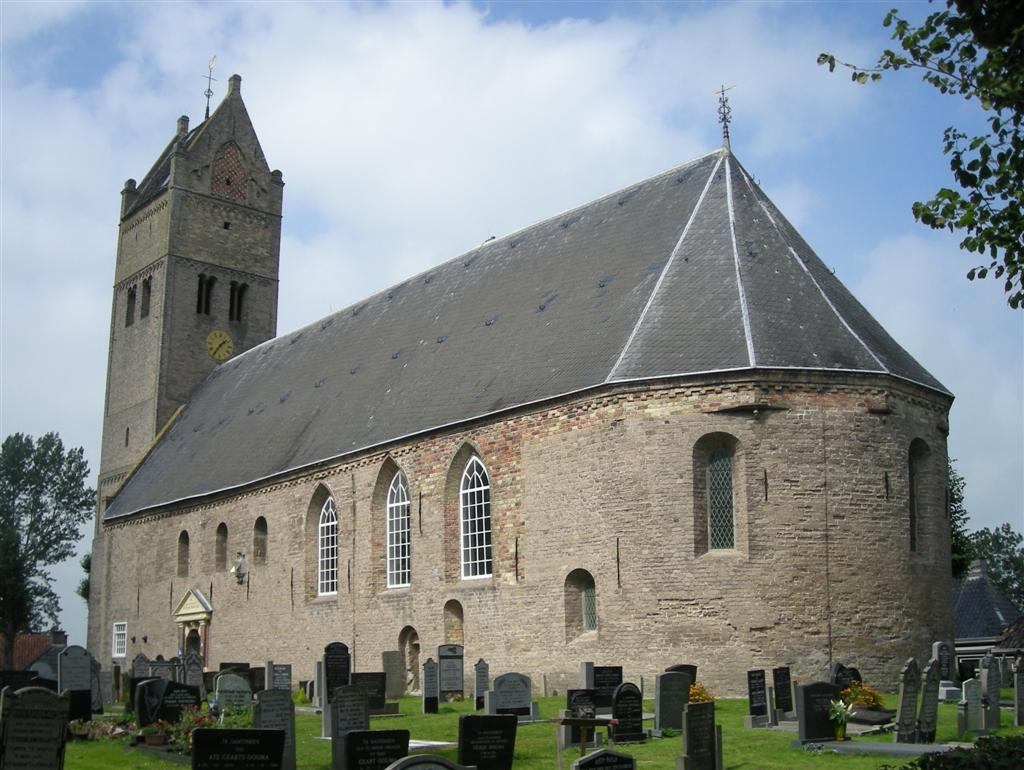
De Kerk van Jorwerd in 2007

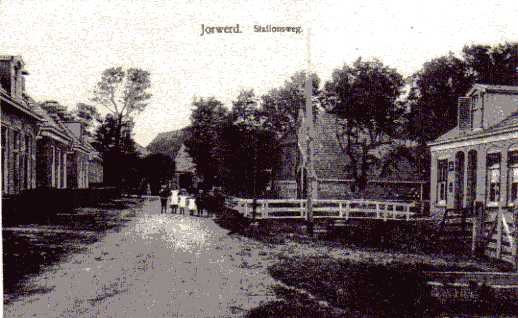
Jorwerd rond 1910

## Klooster
Eind 2012 werd in Jorwerd het Nijkleaster geopend, een 'klooster nieuwe stijl'. Het klooster is een niet-traditioneel klooster, waar mensen ongeacht hun geloof terecht kunnen voor onder meer de rust.

## Molen
Enkele honderden meters ten noordoosten van het dorp staat aan de Jorwerdervaart een Amerikaanse windmotor.

## Treinstation
Van 1883 tot en met 1938 had het dorp een stopplaats (station Wieuwerd) aan de spoorlijn tussen Leeuwarden en Sneek.

## Sport
Het dorp heeft onder meer een kaatsvereniging Hâld Moed, een damclub OKK en een tipvereniging Reitsje him.

## Cultuur
Het dorp heeft een toneelvereniging, De Harmonie. Jaarlijks vinden in de maanden augustus en september de openluchtspelen plaats in het dorp.

## School
Het dorp had tot 2021 een basisschool, De Krunenstrobbe. Deze fuseerde met de basisschool van het nabijgelegen Baard.

## Bekendheid

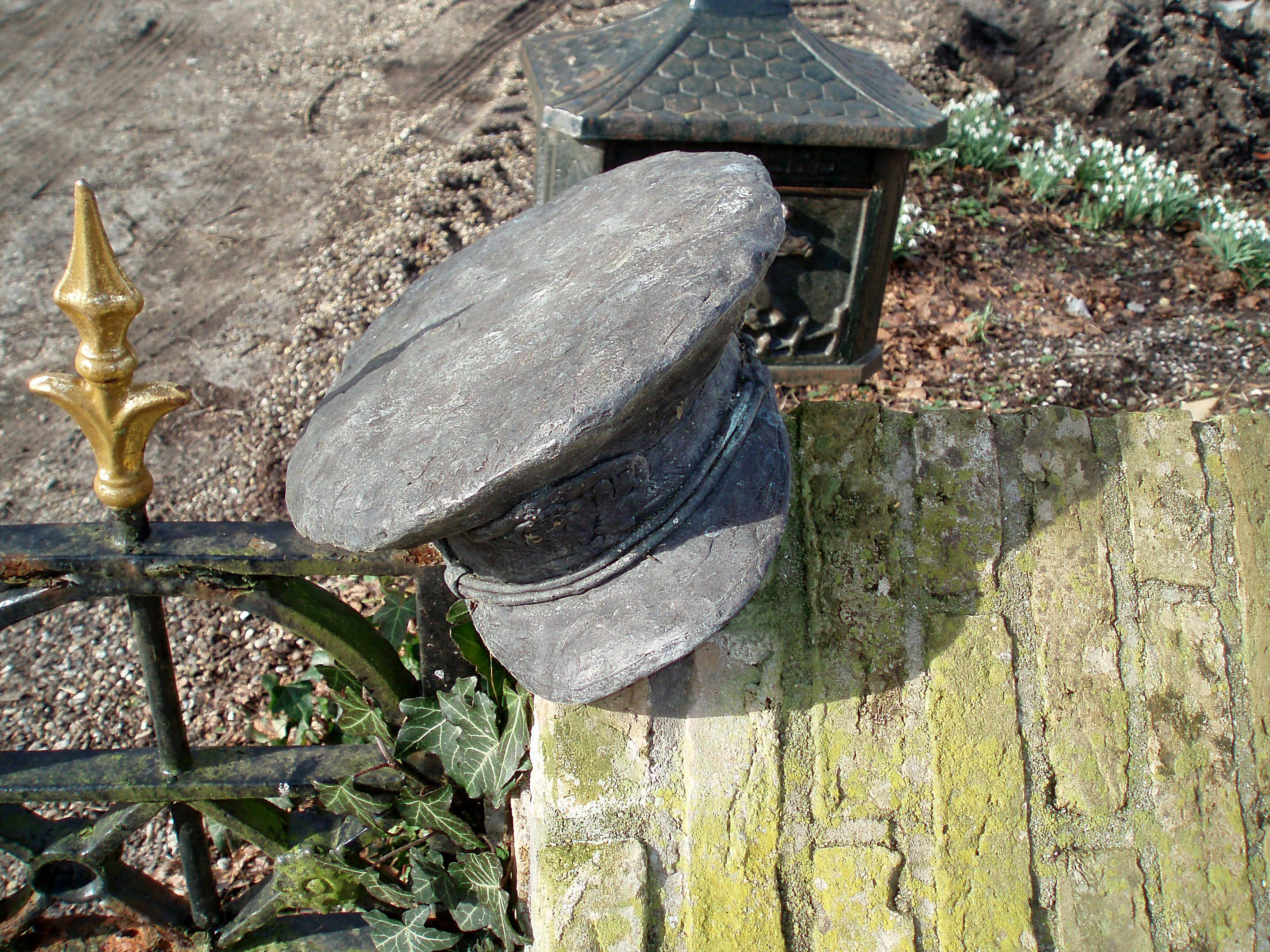
De Pet van Slauerhoff

Het dorp verkreeg buiten Friesland bekendheid door het boek Hoe God verdween uit Jorwerd (1996) van Geert Mak. Maar ook de schrijver Slauerhoff verbleef een tijd in Jorwerd, bij de domineesfamilie Hille Ris Lambers. Hij had sterke gevoelens voor een van de dochters en dit komt ook in zijn werk naar voren.
Jorwerd ten tijde van de Tweede Wereldoorlog wordt beschreven in Nachtboek van een kerkuil, gebaseerd op het dagboek en de herinneringen van dominee Bas Van Gelder (1909 - 1993), die er in die periode predikant was. Hij gaf het in 1990 in eigen beheer uit. Een herdruk bij de Friese Pers Boekerij verscheen in 2014 met een voorwoord van Geert Mak.
De Nederlandse speelfilm Iris (1987) van Mady Saks speelt zich deels af in Jorwerd.

## Geboren in Jorwerd
- Siep Hoekstra (1956), schaatscoach

## Overleden in Jorwerd
- Jan Saagman (1648-1728/1730), zilversmid en burgemeester

## Bevolkingsontwikkeling
| 1999 | 2002 | 2003 | 2004 | 2009 | 2011 | 2012 | 2013 | 2014 | 2015 | 2016 | 2017 | 2018 | 2019 | 2020 | 2021 | 2023 |
| ---- | ---- | ---- | ---- | ---- | ---- | ---- | ---- | ---- | ---- | ---- | ---- | ---- | ---- | ---- | ---- | ---- |
| 330  | 331  | 320  | 311  | 321  | 323  | 319  | 331  | 331  | 337  | 339  | 342  | 335  | 325  | 315  | 310  | 320  |

## Openbaar vervoer
- Lijn 93: Sneek - Scharnegoutum - Deersum - Bozum - Oosterwierum - Mantgum - Jorwerd - Weidum - Beers - Jellum - Boksum - Leeuwarden